# Barrie Gilbert
Barrie Gilbert (* 1937 v Bournemouthu – 30. ledna 2020) je anglický vynálezce v oboru elektroniky, který žil řadu let ve Spojených státech amerických. Byl autorem více než čtyřiceti vynálezů včetně tzv. Gilbertovy buňky. Roku 1975 zformuloval translineární princip.

## Život

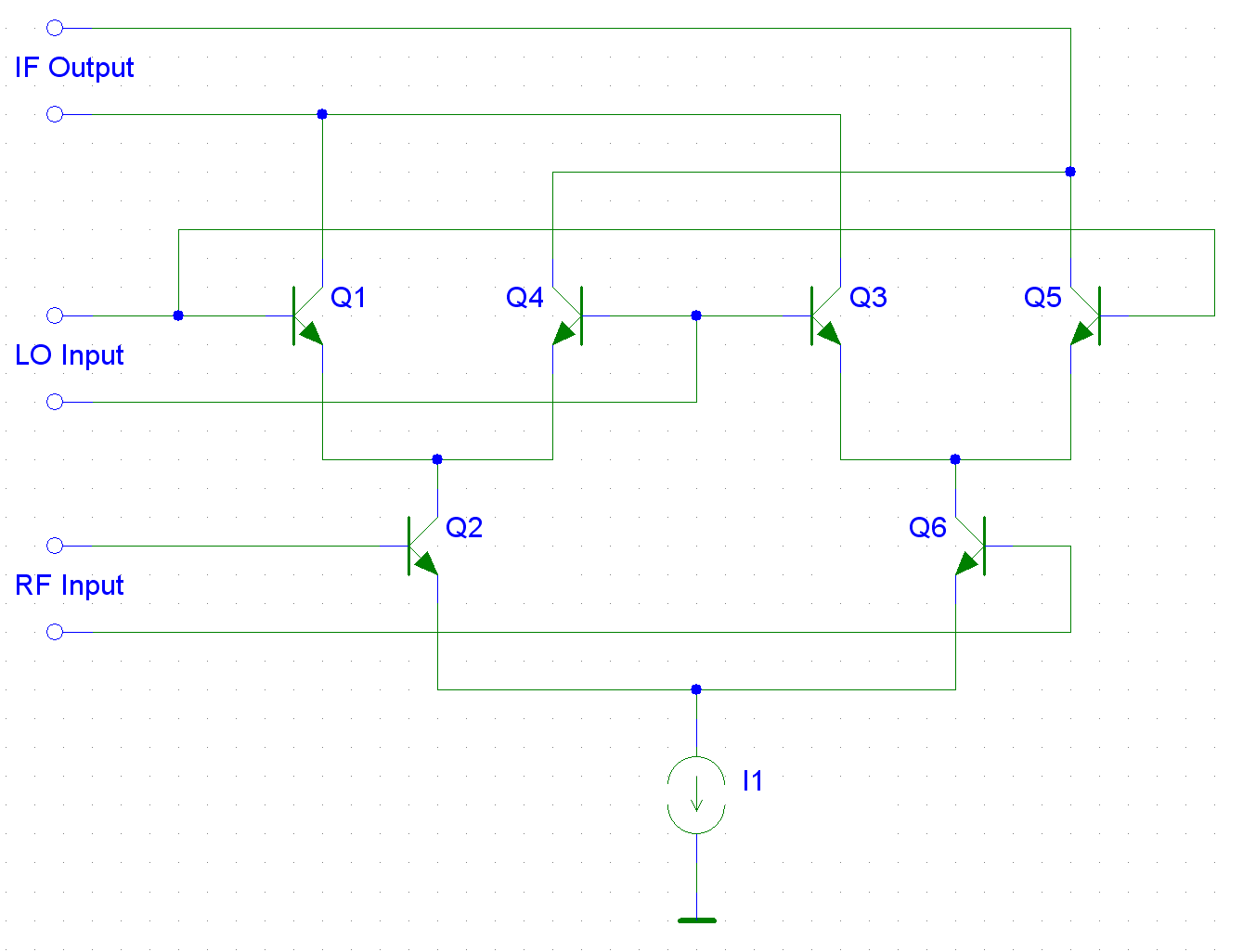
Gilbertova buňka

Barrie Gilbert se narodil a vyrůstal ve městě Bournemouth ve Spojeném království. Jeho otec byl zabit během druhé světové války. Ve věku kolem devíti let se začal zajímat o radiotechniku. V sedmnácti letech nastoupil do britského vojenského výzkumného ústavu SRDE (Signals Research and Development Establishment), kde se podílel na vývoji A/D převodníků a experimentoval se zabezpečenými komunikačními systémy. V ústavu si uvědomil, že tento „progresivní“ institut pracuje výhradně pro vojensko-průmyslový komplex. Protože byl pacifista, tak z ústavu odešel. Byla na něj podána žaloba pro odmítnutí vojenské služby. Soud rozhodl, že bude muset vykonávat po dobu dvou let alternativní službu ve zdravotnictví.
V roce 1958 nastoupil jako technik-elektronik ve společnosti Vickers-Armstrongs. Roku 1959 odešel do společnosti Mullard, zaměřené především na výrobu elektronických součástek. V letech 1959–1961 se Gilbert zaměřil na paměťové osciloskopy. Šlo o paměťové osciloskopy Mullard L362, vyráběné v letech 1959–1960, které byly značně poruchové kvůli tehdejším nekvalitním germaniovým tranzistorům.
Od roku 1961 Gilbert publikoval v odborných časopisech. V roce 1964 odešel do Spojených států amerických a začal pracovat ve výzkumném centru společnosti Tektronix v Beavertonu ve státu Oregon. Pracoval ve skupině vývojářů tehdejší nové generace měřicích přístrojů (budoucí rodina přístrojů Tektronix 7000). Ve volném čase Gilbert experimentoval s kaskádami přímo propojených tranzistorů (super-integrované tranzistory). Tyto pokusy vedly k článku publikovanému roku 1968, v němž byl poprvé popsán Gilbertův translineární násobič (známý jako tzv. Gilbert cell). Od roku 2007 je tento článek pátý v seznamu nejčastěji citovaných prací publikovaných ve věstníku IEEE Journal of Solid-State Circuits v jeho celé historii.
V roce 1970 se Gilbert vrátil načas do Evropy a zabýval se vývojem paměťových integrovaných obvodů a zařízení na rozpoznávání znaků (OCR) pro britskou společnost Plessey. Roku 1972 odešel do americké společnosti Analog Devices.
Od roku 1979 vedl laboratoř společnosti Analog Devices v Beavertonu ve Spojených státech amerických. V roce 1997 se vrátil zpět do společnosti Tektronix. Po roce 2000 pokračoval ve vývoji obvodů pro společnost Analog Devices. Podílel se např. na vývoji integrovaného obvodu AD8367 (zesilovač s regulovatelným ziskem) a obvodu AD8304 (logaritmický zesilovač s dynamickým rozsahem 160 dB, určený pro optoelektronické systémy).

## Gilbertova buňka
Barrie Gilbert a společnost Tektronix si patentovali zapojení, které Gilbert vyvinul během působení ve společnosti a publikoval v roce 1968. Zapojení je známo pod názvem Gilbert cell (Gilbertova buňka) a ještě v roce 2010 bylo součástí mnoha radiopřijímačů, mobilních telefonů a dalších zařízení.
Gilbertova buňka se používá jako základ směšovačů, modulátorů, zesilovačů apod. Směšovač je součástí radiopřijímačů pracujících na principu superhetu. Gilbertovu buňku lze použít jako tzv. dvojitě vyvážený směšovač, jehož výhodou je mj. schopnost účinně potlačit nežádoucí směšovací produkty.

## Publikované články
- A precise four-quadrant multiplier with subnanosecond response, IEEE Journal of Solid-State Circuits, 1968, č. 4, str. 365-373,
- A precise four-quadrant multiplier with subnanosecond response, IEEE Solid-State Circuits Society News, 2007, č. 4, str. 14-16,
- Translinear circuits: A proposed classification, IEEE Electronics letters, 1975, č. 1, str. 14-16,
- A monolithic microsystem for analog synthesis of trigonometric functions and their inverses, IEEE Journal of Solid-State Circuits, 1982, č. 6, str. 1179-1191,
- The Micromixer: a highly linear variant of the Gilbert mixer using a bisymmetric Class-AB input stage e, IEEE Journal of Solid-State Circuits, 1997, č. 9, str. 1412-1423,
- The multi-tanh principle: a tutorial overview, IEEE Journal of Solid-State Circuits, 1998, č. 1, str. 2-17,
- Current Mode, Voltage Mode, or Free Mode? A Few Sage Suggestions, Analog Integrated Circuits and Signal Processing, 2004, č. 2-3, str. 83-101,
- The Gears of Genius, IEEE Solid-State Circuits Society News, 2007, č. 4, str. 10-28,
- Design for Manufacture, Trade-Offs in Analog Circuit Design: The Designer's Companion, Springer, 2004, str. 7-74 (část knihy).